# Lac Cristal
Le Lac Cristal est un lac du Québec de 28 hectares situé à Saint-Calixte, à environ 75 km au nord de Montréal. Il est un affluent de la Rivière de l'Achigan et fait partie des lacs du bassin versant de la rivière L'Assomption. La rivière L'Assomption est le plus important cours d'eau de la région de Lanaudière, au Québec.